# Koelkastmoedertheorie
De koelkastmoedertheorie is een theorie die in de loop der tijd gebruikt is om hechtings- en/of ontwikkelingsproblemen bij kinderen in het geval van autisme te verklaren als het gevolg van onvoldoende genegenheid van hun ouders. De term is afkomstig van Leo Kanner, maar is bekend geworden door Bruno Bettelheim.

## Basisidee
De term koelkastmoeder of ijskastmoeder werd vanaf de jaren 1940 gebruikt door medici en psychologen als etiket voor moeders van autistische kinderen. Deze moeders zouden een belangrijke rol spelen bij het ontstaan het ongewone gedrag van hun kinderen, dat hoofdzakelijk bestond uit starre rituelen, spraakproblemen en isolement.
De term, die in de jaren 1970 in onbruik raakte, gaf aan dat autistisch gedrag ontstond door de emotionele kilte van moeders bij de opvoeding. Als gevolg daarvan leden veel moeders van autistische kinderen van de jaren 1950 tot de jaren 1970 en later aan schuldgevoelens en twijfel aan hun vermogens het moederschap naar behoren te vervullen. Sinds de jaren 1970 zijn de meeste deskundigen van deze theorie teruggekomen. 
Omstreeks 2005 kwam er toch weer enige nuancering in de afwijzing van de koelkastmoedertheorie. Kinderen die in een vroege levensfase individuele aandacht ontberen, zoals in een weeshuis soms het geval is, blijken bij onderzoek symptomen te kunnen ontwikkelen die sterk lijken op die van autisme. De aandacht hiervoor hangt samen met een toenemende belangstelling voor de rol van het hormoon en neuropeptide oxytocine bij het ontstaan van autisme.

## Oorsprong
De oorsprong van de koelkastmoedertheorie of mythe ligt voornamelijk bij Bruno Bettelheim, professor aan de Universiteit van Chicago en ontwikkelingspsycholoog, die de theorie verspreidde en populair maakte in de jaren 1950 en 1960.
Samen met andere deskundigen op vlak van geestelijke gezondheid verspreidde Bettelheim de idee dat autisme het product was van moeders die kil, afstandelijk en afwijzend waren en zo niet in staat werden geacht genoeg affectie te geven. De theorie werd opgepikt door het medisch establishment en werd tot in het midden van de jaren 1960 zonder veel protest aangenomen.
Ook Leo Kanner wees al in 1943 op wat volgens hem een tekort aan ouderlijke warmte en gebondenheid leek bij moeders van autistische kinderen. In een artikel van 1949 suggereerde hij dat er een verband bestond tussen autisme en een tekort aan moederlijke genegenheid. In een interview met het tijdschrift Time Magazine stelde Kanner dat dergelijke moeders net genoeg ontdooien om een kind ter wereld te brengen.

## Hoogtepunten
Kort na de eerste aanval op de theorie in 1964 door Bernard Rimland, een psycholoog met een autistische zoon, schreef Bettelheim een boek waarin hij autisme vergeleek met gevangenschap in een concentratiekamp. Alleen konden de gevangenen zich volgens hem nog verweren omdat ze de kans hadden gehad een persoonlijkheid te ontwikkelen, waar mensen met autisme eerder machteloos waren in de confrontatie met hun levensomstandigheden.
Bettelheim, die zelf in Dachau had gezeten tijdens de Tweede Wereldoorlog, sprak enigszins uit ervaring. Het boek werd immens populair en Bettelheim werd een bekend publiek figuur wat betreft autisme tot zijn dood. Na zijn overlijden rezen er steeds meer twijfels over de juistheid van zijn beweringen. Bettelheim zelf zou meermaals betrokken zijn geweest in uiteenlopende vormen van geweld tegenover kinderen die in zijn kliniek verbleven.

## Verval
Na de publicatie van Rimland in 1964 kwam er steeds meer kritiek op de koelkastmoedertheorie.
In 1969 probeerde Kanner in een toespraak voor de autismegemeenschap in Amerika zijn rol in de creatie, bevestiging en verspreiding van de koelkastmoeder-mythe goed te praten. Hoewel enkele van zijn artikelen uitdrukkelijk de schuld leggen bij ouderlijk gedrag, worden de woorden van Kanner in 1969 gezien als de genadeslag voor de koelkastmoeder-mythe. Sindsdien heeft de meerderheid van mensen betrokken bij het autismeonderzoek de stekker uit de koelkastmoeder getrokken.

## Artikels
- Katrien François, 'De tweestrijd van de koelkastmoeder', De Tijd, 9 december 2004